# Tagebuch eines Schriftstellers

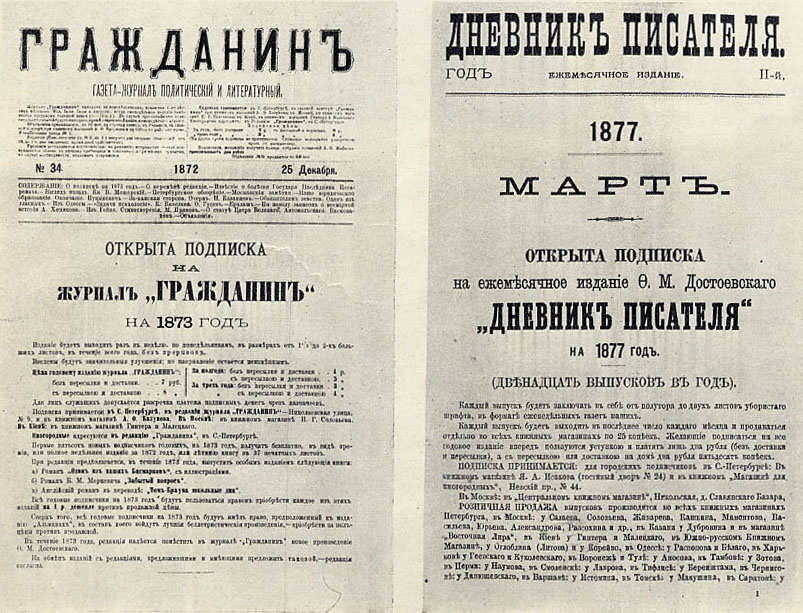
Seiten aus dem Graschdanin und dem Tagebuch eines Schriftstellers

Tagebuch eines Schriftstellers (russisch: Дневник писателя; Dnewnik pisatelja) ist der Titel einer Sammlung nicht-fiktionaler und fiktionaler Schriften von Fjodor Dostojewski. Erschienen sind sie von 1873 bis 1874 in der Zeitschrift Graschdanin und von 1876 bis zu Dostojewskis Tod (1881) als selbstständige Zeitschrift. Von allen Werken, die Dostojewski hervorgebracht hat, ist das Tagebuch in seiner Gesamtheit das umfangreichste. Es war an ein großes Publikum gerichtet und in seiner Zeit sehr populär.

## Geschichte
Dostojewski begann das Tagebuch zu schreiben und zu veröffentlichen, nachdem Fürst Wladimir Meschtscherski ihm Anfang 1873 die Schriftleitung seiner konservativen Wochenzeitung Graschdanin anvertraut hatte. Es erschien in der Zeitschrift in unregelmäßigen Abständen als Kolumne und beschäftigte sich mit einer großen Bandbreite politischer, religiöser und philosophischer Themen. Gelegentlich fügte Dostojewski auch Prosatexte bei, so in der sechsten Ausgabe des Jahrgangs 1873 etwa seine kleine Erzählung Bobok. Das Tagebuch erwies sich als immens populär und Dostojewski erhielt nach jeder Ausgabe eine Flut von Leserbriefen.
Nachdem er die Schriftleitung des Graschdanin im April 1874 niederlegte, erschien auch das Tagebuch zunächst nicht mehr. Vom Januar 1876 an brachte Dostojewski es jedoch als selbstständiges Periodikum und auf eigene Rechnung heraus. Eigene literarische Arbeiten, die er in dieser Zeit im Tagebuch veröffentlichte, waren die Novelle Die Sanfte (November 1876) und die Erzählung Der Traum eines lächerlichen Menschen (April 1877).

## Dostojewskis Positionen
Im Tagebuch hat Dostojewski seine persönlichen Überzeugungen zu einer Vielzahl von Themen dargestellt, die in der Zeit diskutiert wurden.

### Politisch
In seinen jungen Jahren hatte er Nikolai Michailowitsch Karamsins konservative Geschichte des Russischen Staates gelesen, dessen Philosophie ihn auch später beeinflusste. Vor seiner Festnahme äußerte sich Dostojewski: „Ich halte die Idee der Erschaffung einer republikanischen Regierung in Russland für blödsinnig“. Im Tagebuch schrieb er 1881: „Für das Volk ist der Zar keine fremde Macht, keine Macht irgendeines Eroberers … sondern eine Macht für das ganze Volk, eine allvereinigte Macht wie es sich das Volk wünscht.“
Kritisch gegenüber der Leibeigenschaft, war er zugleich auch skeptisch, was die Schaffung einer Konstitutionellen Monarchie anging. Er sah darin ein Konzept, das nicht mit der Geschichte Russlands verbunden sei. Er meinte, dass die Verfassung die Leute versklaven würde. Stattdessen trat er für Gesellschaftsveränderungen, zum Beispiel die Aufhebung des Feudalsystems und eine Schwächung der Trennung von Landbevölkerung und der einflussreichen Klassen ein. Er vertrat ein utopisches, christliches Russland: „Wenn alle fromme Christen wären, würde keine einzige soziale Frage entstehen … sie würden alles erledigen“. Er war ein Feind der Demokratie und Oligarchie: „die Oligarchen befassen sich nur mit dem Reichtum, die Demokraten mit der Armut.“ Er war sich sicher, dass politische Parteien in Uneinigkeit geraten. In den 1860er Jahren entdeckte er das Potschwennitschestwo (etwa „Zurück-zum-Boden-Bewegung“), eine Bewegung, die der Slawophilie ähnelte, anti-europäisch eingestellt war und zeitgenössische Denkweisen wie den Nihilismus und den Materialismus verwarf. Im Gegensatz zum Slawophilismus war Ziel des Potschwennitschestwo weniger ein isoliertes Russland, als ein mit der Herrschaftszeit Peters dem Großen vergleichbares.
In einem unvollendeten und unveröffentlichten Artikel, zu dem er sich 1864/1865 Notizen gemacht hatte, Sozialismus und Christentum, hatte Dostojewski die Ansicht vertreten, dass „die Zivilisation“ (als „der zweite Abschnitt der Menschheitsgeschichte“), sich im Niedergang befände, zum Liberalismus hin bewege und demnach den Glauben an Gott verliere. Er forderte, dass das traditionelle Christentum wieder hergestellt werden solle. Seiner Ansicht nach hatte das westliche Europa „die einzige Formel für seine gottgegebene Erlösung und Offenbarung, ‚Du sollst deinen Nächsten lieben wie dich selbst‘, durch praktische Schlussfolgerungen, wie beispielsweise ‚Chacun pour soi et Dieu pour tous‘ [Jeder für sich, Gott für uns alle], oder wissenschaftliche Parolen, wie das Prinzip des ‚Kampf ums Überleben‘“ verworfen.
Dostojewski unterschied drei „enorme Weltideen“ seiner Zeit: Den römischen Katholizismus, den Protestantismus und die Russische Orthodoxie. Er meinte, dass der Katholizismus die Traditionen des Römischen Reiches fortsetzte und anti-christlich und proto-sozialistisch geworden sei, da er sich mehr für Politik als für Religion interessierte. Sozialismus sei „die neueste Inkarnation der katholischen Idee“ und ihr „natürlicher Verbündeter“. Den Protestantismus hielt er für in sich widersprüchlich. Die ideale Form des Christentums war die Orthodoxie, genauer die Russische Tradition. Stefan Zweig beschrieb Dostojewskis Vorstellungen wie folgt: „Der Katholizismus – eine Teufelslehre, eine Verhöhnung Christi, der Protestantismus – ein vernünftlerischer Staatsglaube, alles Hohnbilder des einzig wahren Gottesglaubens; der russischen Kirche. Der Papst – der Satan in Tiara, unsere Städte Babylon, die große Hure der Apokalypse.“
Während des Russisch-Osmanischen Krieges (1877–1878) war Dostojewski überzeugt, dass Kriege manchmal nötig seien um Erlösung zu erlangen. Er hoffte auf den Zerfall des islamischen Osmanischen Reiches und die Wiederauferstehung des christlichen Byzantinischen Reiches. Darüber hinaus hoffte er auf die Befreiung der Balkanslawen und deren Vereinigung mit dem Russischen Reich.

### Kontroverse: Antisemitismus
Als glühender Anhänger des orthodoxen Glaubens hatte Dostojewski gegenüber Katholiken und Juden starke Vorbehalte. Im Tagebuch wird dies deutlicher und expliziter als an irgendeiner anderen Stelle. Schon als 22-Jähriger hatte Dostojewski erwogen, ein Schauspiel Jud Jankel zu schreiben, das dann jedoch entweder nicht fertig wurde oder verloren ging. Jankel ist eine archetypische jüdische Figur, die Gogol in antisemitischer Zeichnung bereits in seiner Erzählung Taras Bulba (1835) hatte auftreten lassen. Im Prosawerk von Dostojewski erschienen wiederholt stereotyp gezeichnete jüdische Charaktere: erstmals in Aufzeichnungen aus einem Totenhaus (Issai Fomitsch Bumstein), dann in Verbrechen und Strafe (Feuerwehrmann Achilles) und schließlich in Die Dämonen (Lyamschin). Auch Passagen in Die Brüder Karamasow sind als antisemitisch interpretiert worden.
Ein intimer Kenner des Antisemitismus Dostojewskis war Leonid Zypkin, der während der Vorarbeiten zu seinem Roman Ein Sommer in Baden-Baden im Tagebuch ausgiebig dem Paradox nachgespürt hat, wie jemand, der in seinen Romanen solche Sensibilität für das menschliche Leid beweist, eine ganze Personengruppe so blind hassen konnte. Ein noch drastischeres Bild liefert der russische Literaturwissenschaftler Leonid Grossman, der in seinem Buch Beichte eines Juden bereits 1924 mit direktem Bezug auf Dostojewski urteilte, die „Verquickung von philosophischem Philosemitismus mit praktischem Antisemitismus“ sei „das Los vieler Denker“ gewesen. Literarischer Antisemitismus wurde im Werk vieler russischer Schriftsteller nachgewiesen, von Puschkin über Gogol bis hin zu Pasternak.
Eine Verteidigung Dostojewskis hat 1981 der Schweizer Slavist Felix Philipp Ingold versucht. Er argumentierte, dass das Tagebuch denselben polyphonen Charakter trage wie die Romane und dass Dostojewski zum Judentum eine durchaus differenzierte Einstellung besessen habe. Tatsächlich spricht manches dafür, dass Dostojewski mit dem eigenen Antisemitismus gerungen hat. Mit seiner Einschätzung des Tagebuchs widersprach Ingold freilich dem russischen Literaturwissenschaftler Michail Bachtin, für den feststand, dass Dostojewski darin ausschließlich Ideen verbalisiert habe, von denen er selbst überzeugt gewesen sei.
Die bis dahin umfangreichste Studie zu Dostojewskis Antisemitismus hat 1981 David I. Goldstein vorgelegt. Dieser fand einen weiteren wichtigen Schlüssel im Roman Die Dämonen. Dostojewski formulierte dort nämlich die Überzeugung, dass das messianische orthodoxe Russland sich gegenüber den dekadenten westlichen Zivilisationen sieghaft behaupten und eine Auferstehung der gesamten Menschheit herbeiführen werde. Wenn man die Russen zum auswählten Volk erklären wollte, lag es mehr als nahe, die Juden, die von Alters her denselben Anspruch erhoben, zu diskreditieren und sie als fundamentale Widersacher zu empfinden. Steven Cassedy trat Goldstein 2005 entgegen, indem er befand, dass Dostojewskis Verständnis von Religion außerordentlich differenziert gewesen sei und dass sich in seinem Werk durchaus kein verbindliches religiöses Programm nachweisen lasse.
Besondere Komplexität erlangte die Frage nach Dostojewskis Antisemitismus dadurch, dass die Hiobsähnlichkeit seiner Romanfiguren ‒ ihr rebellisches Fragen nach dem unverschuldeten Leiden ‒ gerade jüdische Leser besonders ansprach.

## Ausgaben (Auswahl)
Deutsch:
- Tagebuch eines Schriftstellers. Herausgegeben und übertragen von Alexander Eliasberg. 4 Bände (1921–1923). Musarion, München.
- Harry Harvest (Hrsg.): Dostojevski und Europa. Aus dem „Tagebuch eines Schriftstellers“. Rotapfel, Zürich 1951.
- Tagebuch eines Schriftstellers. Notierte Gedanken. Übertragen von E. K. Rahsin (= Serie Piper. Nr. 409). 2. Auflage. Piper, München 1992, ISBN 3-492-20409-0 (Erstausgabe:  1963).
  - Tagebuch eines Schriftstellers. Notierte Gedanken (= Serie Piper. Nr. 5265). Ungekürzte Taschenbuchausg., 2. Auflage. Piper, München 2008, ISBN 978-3-492-24270-7.
- Günter Dalitz, Michael Wegner (Hrsg.): Tagebuch eines Schriftstellers. 1873 und 1876–1881. Eine Auswahl. Dt.v. Günther Dalitz, mit Vorwort von Michael Wegner. 1. Auflage. Aufbau-Verlag, Berlin 2003, ISBN 3-351-02976-4.